# Marohita-Mausmaki
Der Marohita-Mausmaki (Microcebus marohita) ist eine im nördlichen Madagaskar lebende Primatenart aus der Gattung der Mausmakis (Microcebus) innerhalb der Familie der Katzenmakis (Cheirogaleidae). Typuslokalität und bisher einziges bekanntes Verbreitungsgebiet der erst 2013 beschriebenen Art ist der in einer Höhe von 695 Metern gelegene Marohitawald in der Provinz Antsiranana. Ihre Lebensweise ist bislang unerforscht. Das Artepitheton marohita bezieht sich auf die heimatliche Waldregion der Art.

## Merkmale

Verbreitungsgebiet des Marohita-Mausmakis (rot)

Marohita-Mausmakis zählen zu den größeren Vertretern ihrer Gattung und erreichen Gesamtlängen von 27,5 bis 28,6 cm, bei einer Schwanzlänge von 13,3 bis 14,5 cm und einem Gewicht bis zu 89 g. Die Hinterfüße sind mit einer Länge von 3,4 bis 3,5 cm auffallend lang, die Ohren mit 1,8 bis 1,9 cm Länge dagegen eher kurz. Das Fell des Rückens besteht aus dichten, weichen und relativ langen Haaren, die zweifarbig rotbraun und gelb-braun bis olivfarben sind und weist einen nur schlecht sichtbaren Aalstrich auf, der sich hinter den Schultern bis zur Schwanzbasis erstreckt. Die Unterwolle des Rückens ist schwarz-grau. Brust- und Bauch sind grau-beige mit einer dunkelgrauen Unterwolle. Bauch- und Brustmitte sind beige bis weißlich. Die Ohren und die Kopfoberseite sind sienafarben. Zwischen den Augen ist das Fell weißlich bis hell pinkfarben. Der Schwanz ist mit kurzen Haaren bedeckt. Der zum Körper hin gelegenen Abschnitt des Schwanzes (ca. 75 % der Länge) ist auf der Oberseite bräunlich, auf der Unterseite zimtfarben bis tonig. Eine scharfe Linie trennt Ober- und Unterseite. Die Schwanzspitze hat die Farbe von Roher Umbra. Die Oberseite von Händen und Füßen sind mit kurzem, weiß-gräulichem Fell bedeckt.
Das Typusexemplar hat eine Gesamtlänge von 28,6 cm bei einer Kopf-Rumpf-Länge von 14 cm und einem Gewicht von 89 g. Der Hinterfuß ist 3,5 cm lang, das Ohr 1,9 cm. Der Schädel ist 3,54 cm lang, 1,52 cm hoch und 2,25 cm breit (von Jochbein zu Jochbein). Die Schneidezähne haben eine Höhe von 2,2 mm, die Backenzähne sind 2,3 mm hoch.

## Gefährdung
Die IUCN listet die Art als „vom Aussterben bedroht“ (critically endangered).